# 大雕刻家
大雕刻家是香港女歌手詹天文於2023年推出的粵語單曲（包含英語饒舌詞），由葉澍暉、陳亦菲作曲，小克填詞，饒舌詞由文佐匡創作。

## 創作與製作
時年17歲的女歌手詹天文於2023年3月推出其出道單曲沒有你的新學期，亦曾演唱一些劇集歌曲，風格多為抒情慢歌。至同年10月她一改風格，推出自己首支原唱的舞曲大雕刻家。詹天文表示自己曾學習多種舞蹈，以往亦曾翻唱別人的舞曲，一直希望擁有一支屬於自己的舞曲。
此歌由葉澍暉、陳亦菲作曲，小克填詞，文佐匡作饒舌詞，葉澍暉編曲，周錫漢監製。
歌詞的主旨是自我形象的建立，詞人認為人出生時處於「無題」、「面目模糊」的狀態，隨著成長逐漸認識世界，分辨好壞美醜，形成自身個性與價值觀，並且影響著外在表現。歌詞以雕刻大師無視旁人評頭品足，潛心塑造心中理想作品，來比喻此一過程。
歌詞亦談及詹天文的個人背景，如「十八歲如何作支撐」所指的是即將步入18歲的她。

## 音樂影片
音樂影片採用黑暗風格，並有九位舞蹈員為詹天文伴舞。
詹天文表示拍攝前為展現良好體態而積極減肥。

## 發行
大雕刻家於2023年10月20由愛爆音樂派至各電台，及在各音樂串流平台數碼發售。發行後商業成績理想，推出首天即登上iTunes香港區總榜第一位，並連續八天高倨廣東歌榜日榜冠軍。

## 派台成績
RTHK中文歌曲龍虎榜 走勢
合共上榜3周。
| 周次     | 第47周   | 第48周  | 第49周  |
| -------- | -------- | ------- | ------- |
| 放榜日期 | 11月25日 | 12月2日 | 12月9日 |
| 榜上位置 | 19       | 7       | 2       |

新城知訊台勁爆本地榜 走勢
合共上榜3周。
| 周次     | 第44周  | 第45周   | 第46周   |
| -------- | ------- | -------- | -------- |
| 放榜日期 | 11月4日 | 11月11日 | 11月18日 |
| 榜上位置 | 19      | 12       | 2        |

TVB勁歌金榜 走勢
合共上榜4周。
| 周次     | 第45周   | 第45周   | 第46周   | 第47周  |
| -------- | -------- | -------- | -------- | ------- |
| 放榜日期 | 11月11日 | 11月18日 | 11月25日 | 12月2日 |
| 榜上位置 | 20       | 8        | 6        | 8       |

## 備註
1. ↑  除了在歌唱選秀節目《聲夢傳奇》及一些一次性舞台表演中曾翻唱舞曲，她在2023年7月為電視劇《靈戲逼人》演唱的插曲白金升降機，亦是一首翻唱的舞曲。（陳潔靈原唱，原為1983年電影《星際鈍胎》主題曲）
2. ↑  見新城知訊台節目《音樂聲華》2023年11月12日之專訪6:48。[9]
3. ↑  減肥為詹天文多次提起的話題[3][11]，如同年3月的出道作沒有你的新學期推出前亦強調積極減肥。